# Філлмор (Юта)
Філлмор (англ. Fillmore) — місто (англ. city) в США, в окрузі Міллард штату Юта. Населення — 2592 особи (2020).

## Географія
Філлмор розташований за координатами 38°57′54″ пн. ш. 112°20′14″ зх. д. / 38.96500° пн. ш. 112.33722° зх. д. (38.965117, -112.337320).  За даними Бюро перепису населення США в 2010 році місто мало площу 15,75 км², уся площа — суходіл. В 2017 році площа становила 17,95 км², уся площа — суходіл.

### Клімат
| Клімат : Філлмор      | Клімат : Філлмор | Клімат : Філлмор | Клімат : Філлмор | Клімат : Філлмор | Клімат : Філлмор | Клімат : Філлмор | Клімат : Філлмор | Клімат : Філлмор | Клімат : Філлмор | Клімат : Філлмор | Клімат : Філлмор | Клімат : Філлмор | Клімат : Філлмор |
| Показник              | Січ.             | Лют.             | Бер.             | Квіт.            | Трав.            | Черв.            | Лип.             | Серп.            | Вер.             | Жовт.            | Лист.            | Груд.            | Рік              |
| Середній максимум, °C | 3,9              | 7,2              | 13,1             | 17,7             | 23,2             | 28,6             | 32,3             | 31,1             | 26,1             | 18,8             | 10,3             | 3,8              | 18,0             |
| Середній мінімум, °C  | −6,6             | −4,4             | −0,4             | 2,7              | 6,9              | 11,4             | 15,5             | 15,1             | 10,2             | 3,8              | −1,9             | −6,6             | 4,6              |
| Норма опадів, мм      | 33               | 37               | 50               | 47               | 41               | 23               | 19               | 20               | 28               | 46               | 38               | 38               | 420              |
| --------------------- | ---------------- | ---------------- | ---------------- | ---------------- | ---------------- | ---------------- | ---------------- | ---------------- | ---------------- | ---------------- | ---------------- | ---------------- | ---------------- |
| Джерело: NOAA         |                  |                  |                  |                  |                  |                  |                  |                  |                  |                  |                  |                  |                  |

## Демографія
Згідно з переписом 2010 року, у місті мешкало 2435 осіб у 824 домогосподарствах у складі 633 родин. Густота населення становила 155 осіб/км².  Було 936 помешкань (59/км²).
Расовий склад населення:
| - 83,1 % — білих - 1,6 % — азіатів - 1,1 % — корінних американців - 0,1 % — вихідців з тихоокеанських островів - 11,9 % — осіб інших рас |

До двох чи більше рас належало 2,3 %. Частка іспаномовних становила 17,2 % від усіх жителів.
За віковим діапазоном населення розподілялося таким чином: 32,8 % — особи молодші 18 років, 53,8 % — особи у віці 18—64 років, 13,4 % — особи у віці 65 років та старші. Медіана віку мешканця становила 32,5 року. На 100 осіб жіночої статі у місті припадало 103,8 чоловіків;  на 100 жінок у віці від 18 років та старших — 104,8 чоловіків також старших 18 років.
Середній дохід на одне домашнє господарство  становив 55 038 доларів США (медіана — 41 563), а середній дохід на одну сім'ю — 58 132 долари (медіана — 50 972). Медіана доходів становила 30 293 долари для чоловіків та 30 183 долари для жінок. За межею бідності перебувало 16,1 % осіб, у тому числі 31,1 % дітей у віці до 18 років та 5,1 % осіб у віці 65 років та старших.
Цивільне працевлаштоване населення становило 1302 особи. Основні галузі зайнятості: мистецтво, розваги та відпочинок — 23,0 %, сільське господарство, лісництво, риболовля — 20,2 %, виробництво — 13,2 %, роздрібна торгівля — 12,8 %.